# Méailles

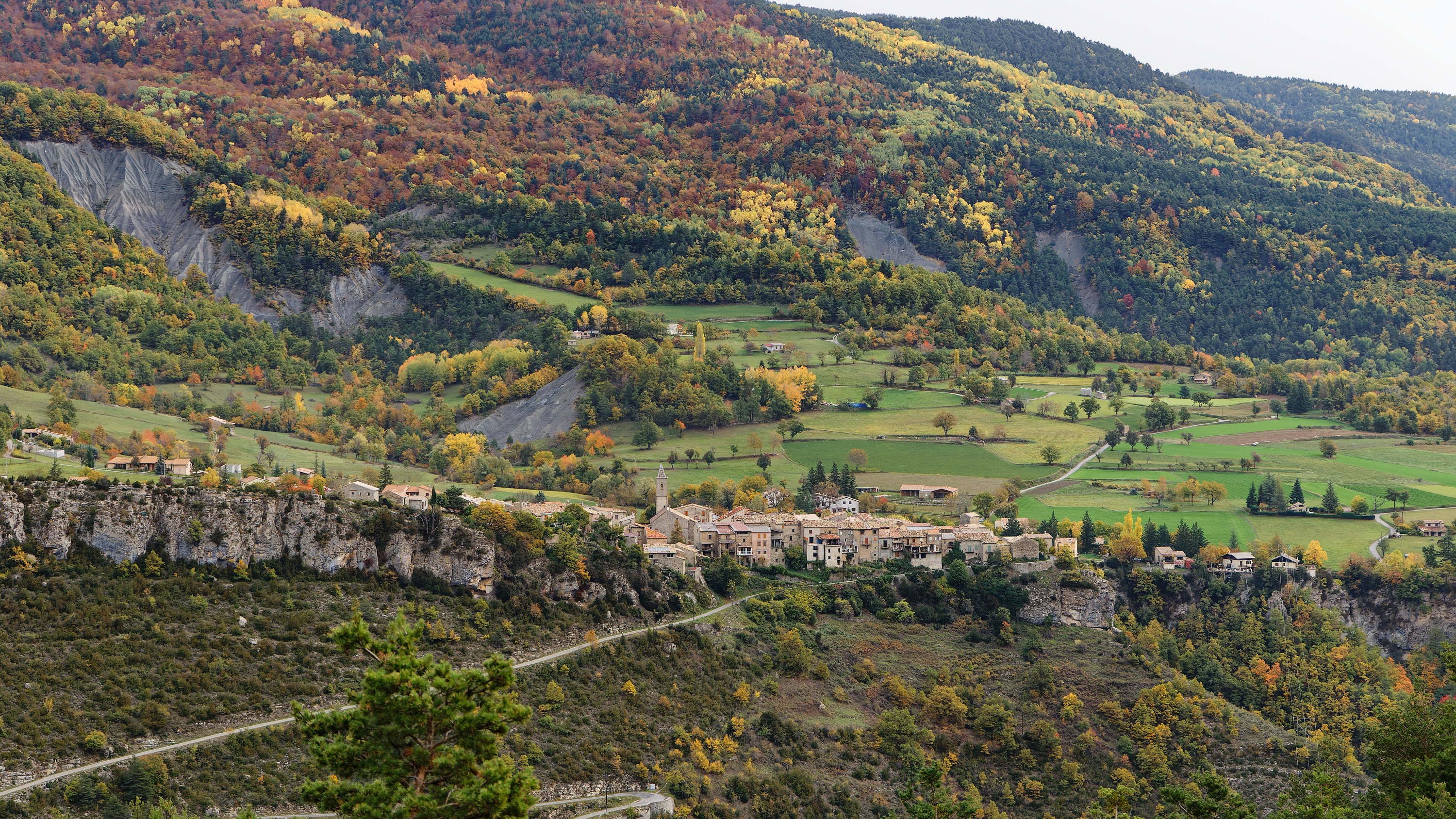
Le village de Méailles vu de la Colle Basse

Méailles est une commune française, située dans le département des Alpes-de-Haute-Provence en région Provence-Alpes-Côte d'Azur.
Le nom de ses habitants est Méaillais.

## Géographie

### Géologie et relief

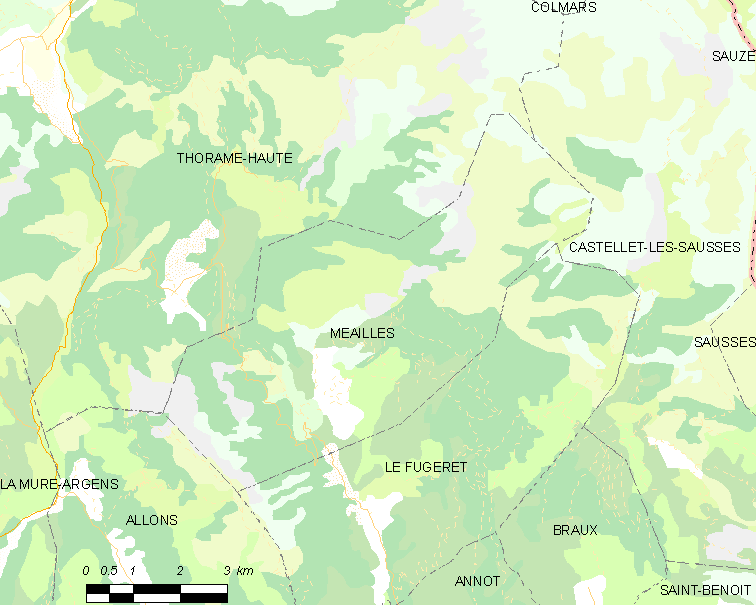
Méailles et les communes voisines (cliquez sur la carte pour accéder à une grande carte avec la légende).

Méailles est un petit village perché sur une crête qui domine la Vaïre, à 1 050 m d’altitude, dans une zone de moyenne montagne.

### Environnement
La commune compte 815 ha de bois et forêts.
Le village est placé sur un roc escarpé qui prend naissance dans le territoire du Fugeret et se prolonge sur la montagne du grand Coyer.
La hauteur de ce roc procure une défense naturelle au village, qui est établi sur une petite plaine, où la culture des arbres fruitiers est possible.
Le village est pittoresque, avec ses ruelles étroites, ses vieilles maisons en pierre, son clocher légendaire et ses châtaigniers.

### Hydrographie et les eaux souterraines

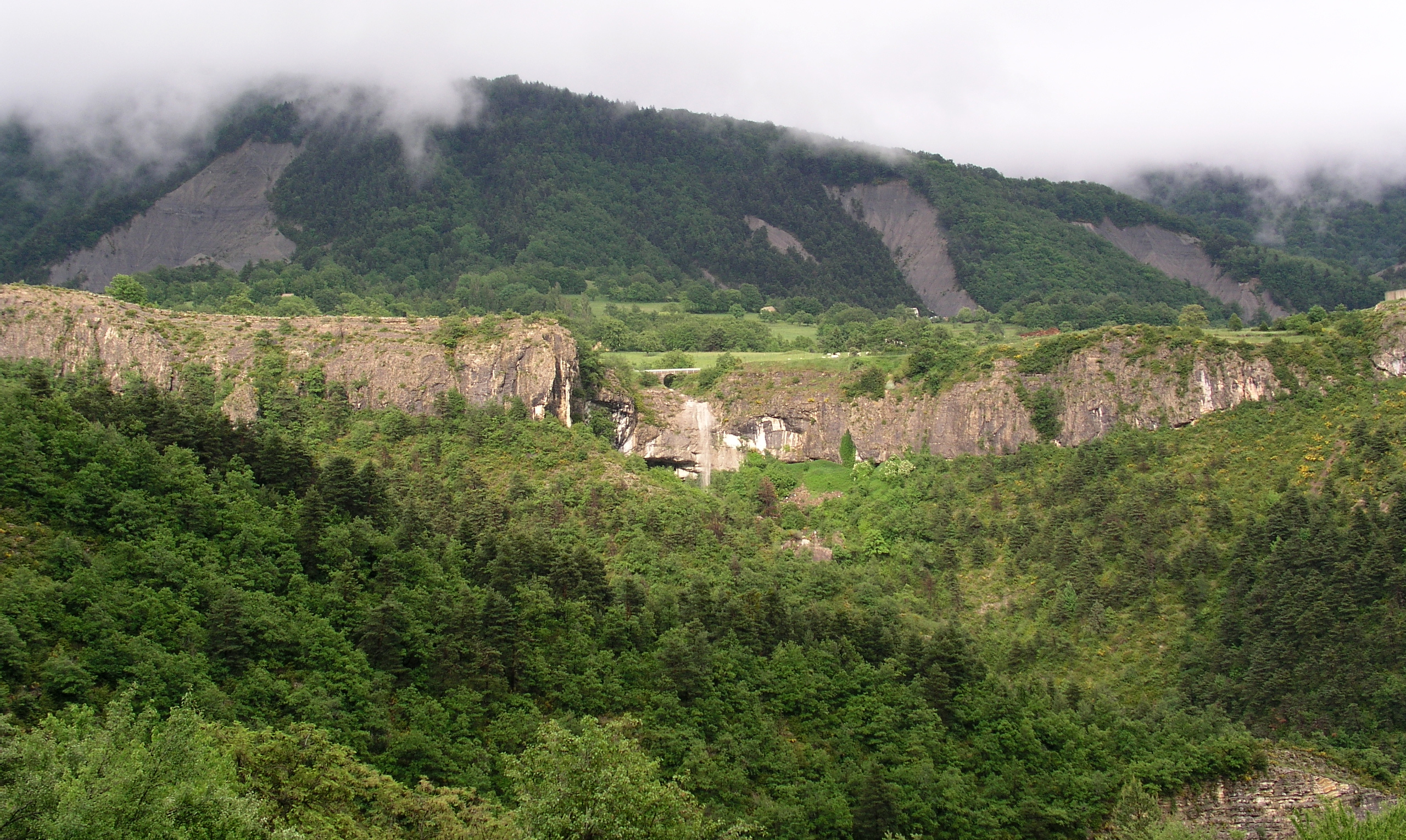
Pont et cascade du Riou.

Cours d'eau sur la commune ou à son aval, :
- torrent la Vaïre,
- ravins de l'Ubac, du Pasqueiret, du Maouna.

### Climat
Pour des articles plus généraux, voir Climat de Provence-Alpes-Côte d'Azur et Climat des Alpes-de-Haute-Provence.
En 2010, le climat de la commune est de type climat des marges montargnardes, selon une étude du Centre national de la recherche scientifique s'appuyant sur une série de données couvrant la période 1971-2000. En 2020, Météo-France publie une typologie des climats de la France métropolitaine dans laquelle la commune est exposée à un climat de montagne ou de marges de montagne et est dans la région climatique Alpes du sud, caractérisée par une pluviométrie annuelle de 850 à 1 000 mm, minimale en été.
Pour la période 1971-2000, la température annuelle moyenne est de 9,7 °C, avec une amplitude thermique annuelle de 16,8 °C. Le cumul annuel moyen de précipitations est de 1 034 mm, avec 6,5 jours de précipitations en janvier et 5,6 jours en juillet. Pour la période 1991-2020, la température moyenne annuelle observée sur la station météorologique installée sur la commune est de 11,2 °C et le cumul annuel moyen de précipitations est de 1 033,2 mm. 
La température maximale relevée sur cette station est de 38,3 °C, atteinte le 28 juin 2019 ; la température minimale est de −14,2 °C, atteinte le 6 février 2012,,.
| Mois                                  | jan.           | fév.           | mars          | avril       | mai           | juin          | jui.          | août          | sep.          | oct.          | nov.          | déc.           | année      |
| ------------------------------------- | -------------- | -------------- | ------------- | ----------- | ------------- | ------------- | ------------- | ------------- | ------------- | ------------- | ------------- | -------------- | ---------- |
| Température minimale moyenne (°C)     | −1,6           | −1,9           | 0,7           | 3,6         | 6,8           | 10,8          | 13,3          | 13,2          | 9,7           | 6,2           | 2,1           | −1             | 5,2        |
| Température moyenne (°C)              | 3,5            | 3,8            | 6,6           | 9,7         | 13            | 17,5          | 20,5          | 20,4          | 16,2          | 12            | 6,8           | 3,9            | 11,2       |
| Température maximale moyenne (°C)     | 8,6            | 9,5            | 12,5          | 15,7        | 19,2          | 24,3          | 27,7          | 27,7          | 22,7          | 17,7          | 11,6          | 8,9            | 17,2       |
| Record de froid (°C) date du record   | −10,5 07.01.21 | −14,2 06.02.12 | −7,4 06.03.10 | −6 21.04.17 | −0,9 06.05.19 | 2,9 10.06.13  | 5,9 15.07.16  | 5,1 22.08.07  | 0,1 27.09.20  | −4,1 22.10.07 | −8 27.11.10   | −12,1 20.12.09 | −14,2 2012 |
| Record de chaleur (°C) date du record | 21,9 28.01.08  | 23,6 24.02.20  | 23,5 30.03.12 | 27 09.04.11 | 32 22.05.22   | 38,3 28.06.19 | 36,3 18.07.23 | 35,7 22.08.23 | 31,5 04.09.23 | 30,3 12.10.11 | 23,9 10.11.15 | 21,3 31.12.21  | 38,3 2019  |
| Précipitations (mm)                   | 75,7           | 69,3           | 80,9          | 99,2        | 100,6         | 94,4          | 49,1          | 38,6          | 54,6          | 117,8         | 155,5         | 97,5           | 1 033,2    |

| Diagramme climatique                                  |             |             |             |              |              |              |              |             |              |              |           |
| J                                                     | F           | M           | A           | M            | J            | J            | A            | S           | O            | N            | D         |
| 8,6−1,675,7                                           | 9,5−1,969,3 | 12,50,780,9 | 15,73,699,2 | 19,26,8100,6 | 24,310,894,4 | 27,713,349,1 | 27,713,238,6 | 22,79,754,6 | 17,76,2117,8 | 11,62,1155,5 | 8,9−197,5 |
| Moyennes : • Temp. maxi et mini °C • Précipitation mm |             |             |             |              |              |              |              |             |              |              |           |

Les paramètres climatiques de la commune ont été estimés pour le milieu du siècle (2041-2070) selon différents scénarios d'émission de gaz à effet de serre à partir des nouvelles projections climatiques de référence DRIAS-2020. Ils sont consultables sur un site dédié publié par Météo-France en novembre 2022.

### Voies de communications et transports

#### Transports en commun

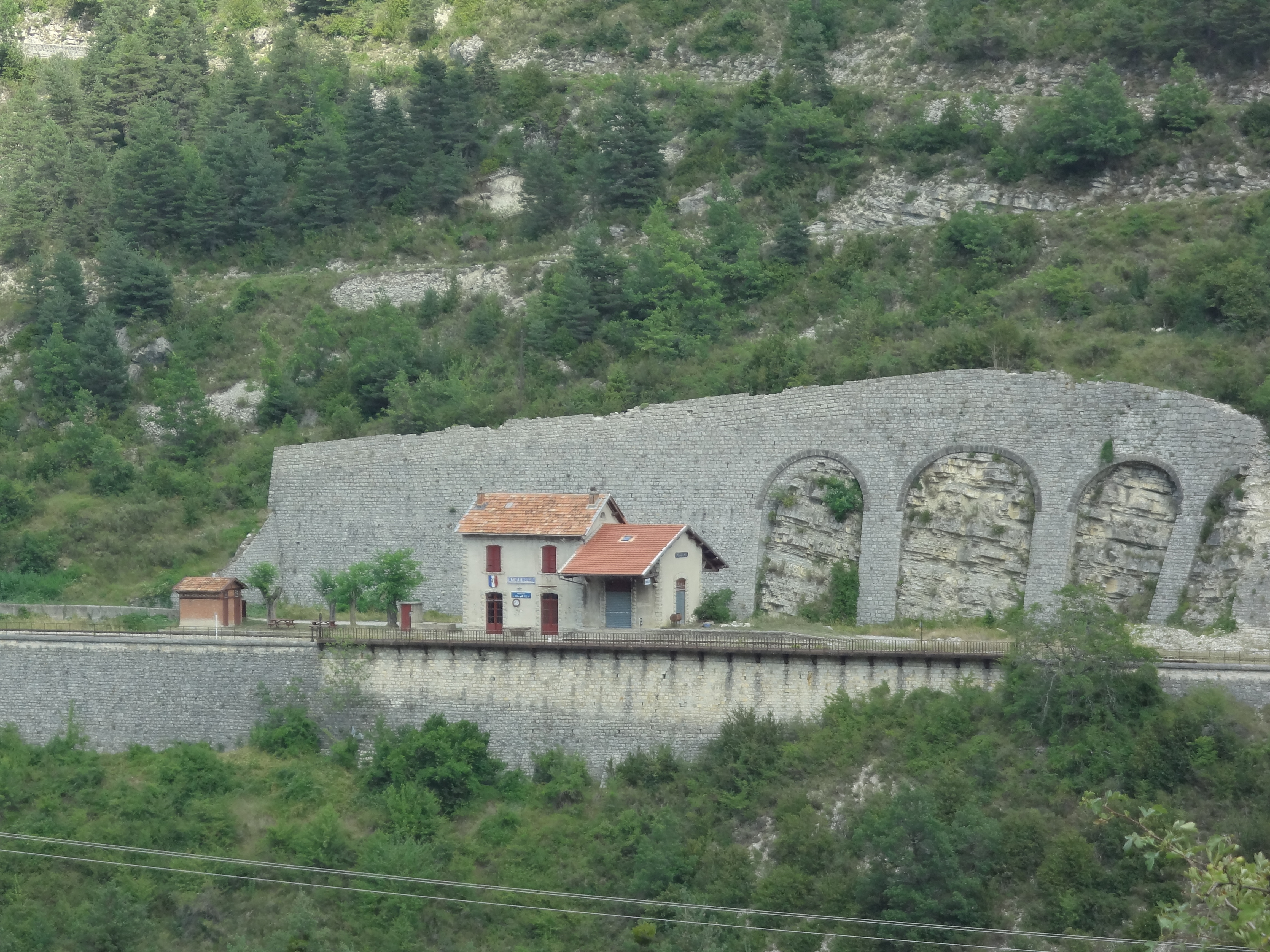
Gare de Méailles.
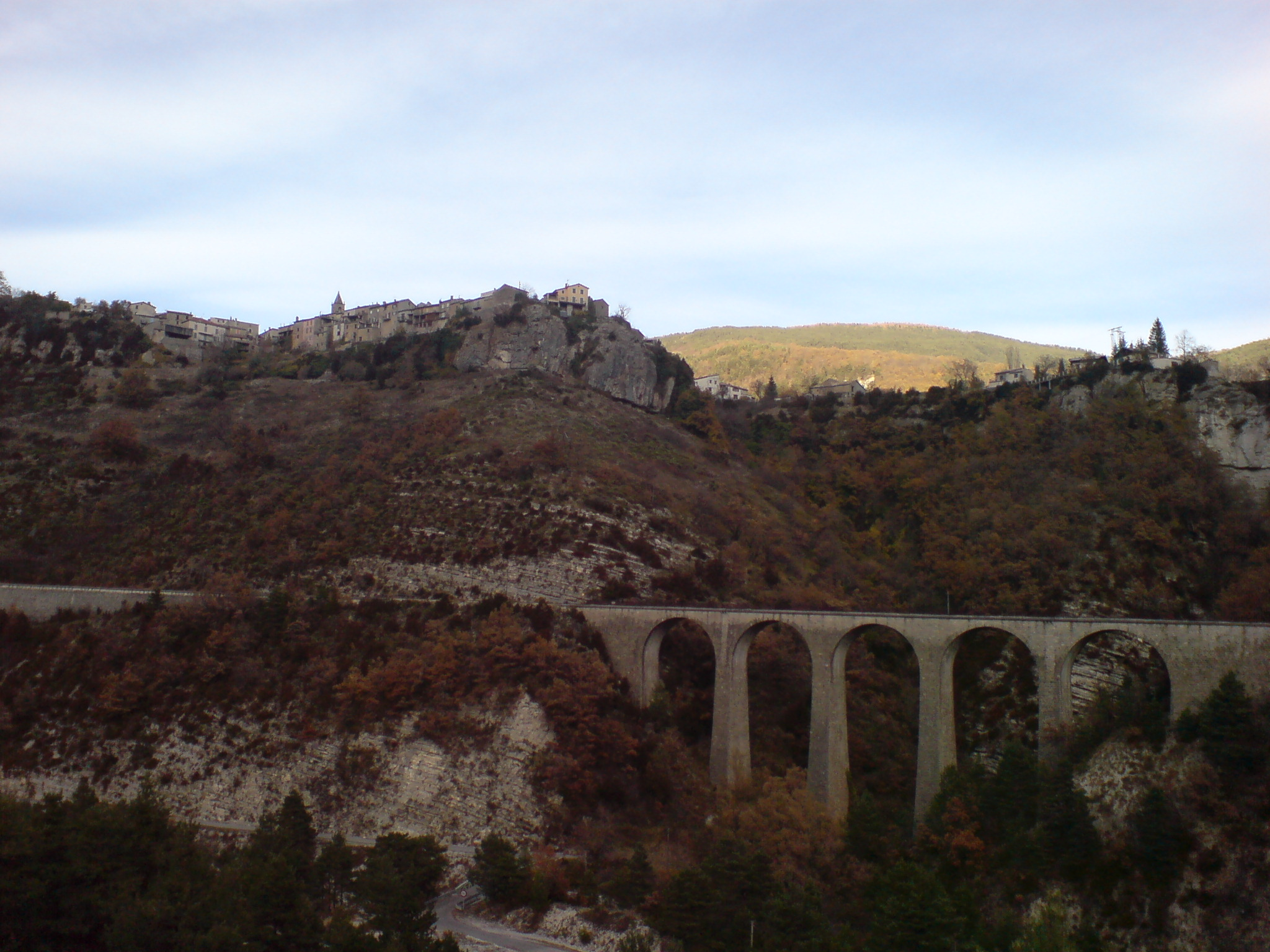
Le village sur sa crête ; viaduc des chemins de fer de Provence.
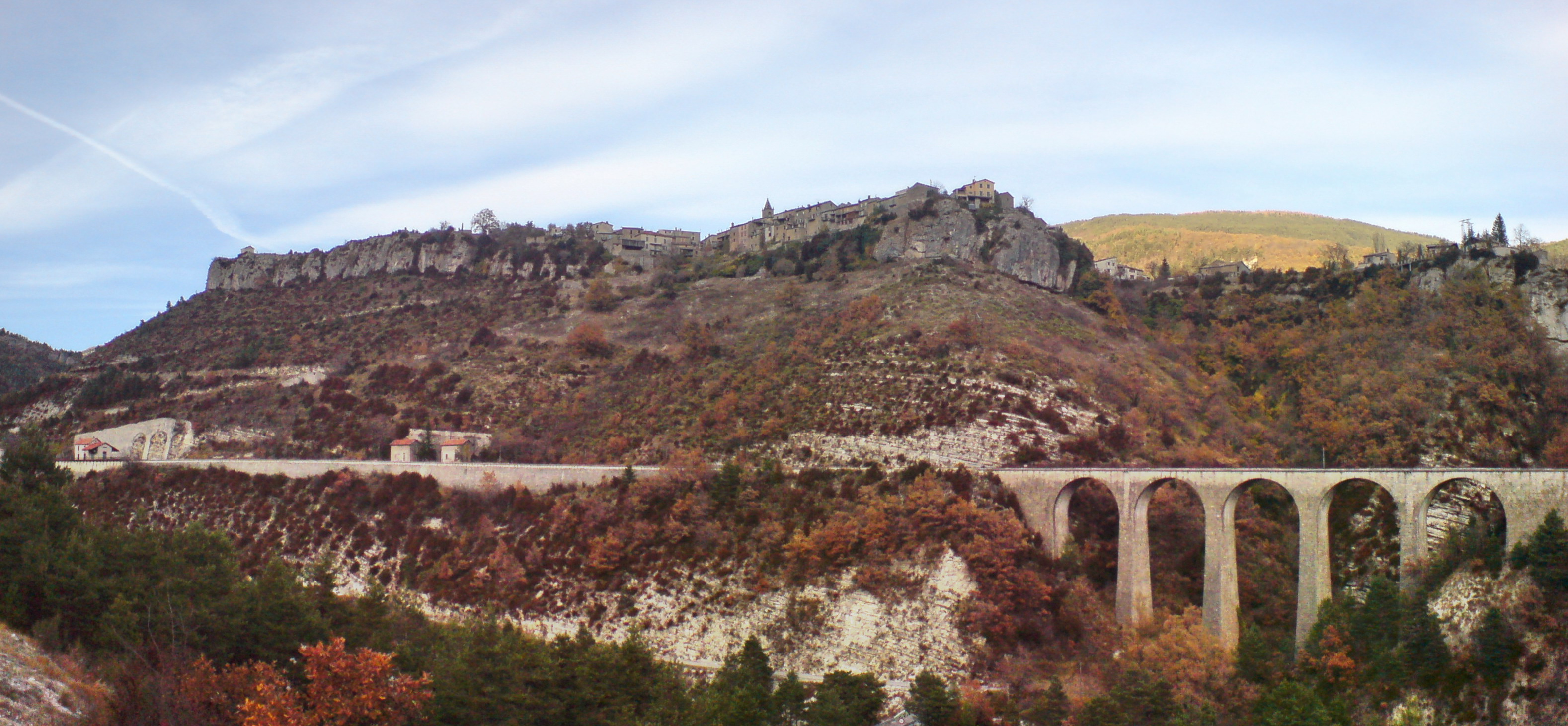
La gare et le viaduc dans le paysage.
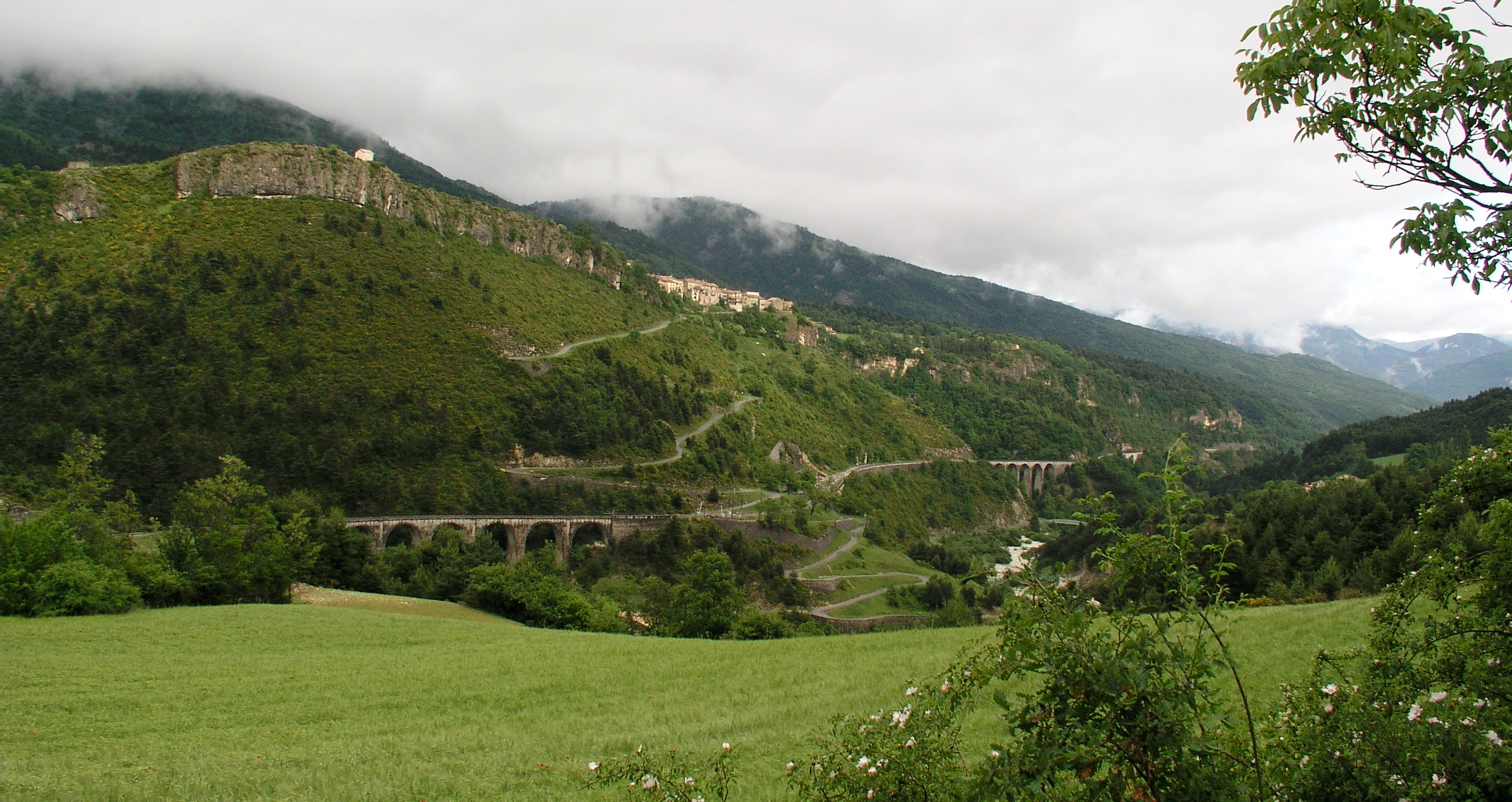
La ligne de chemin de fer de Nice à Digne.

La gare de Méailles est desservie par la ligne de Nice à Digne.

### Risques majeurs
Aucune des 200 communes du département n'est en zone de risque sismique nul. Le canton d'Annot auquel appartient Méailles est en zone 1b (sismicité faible) selon la classification déterministe de 1991, basée sur les séismes historiques, et en zone 4 (risque moyen) selon la classification probabiliste EC8 de 2011. La commune de Méailles est également exposée à quatre autres risques naturels :
- avalanche,
- feu de forêt,
- inondation,
- mouvement de terrain : quelques versants de la commune sont concernés par un aléa moyen à fort[15].

La commune de Méailles n’est exposée à aucun des risques d’origine technologique recensés par la préfecture ; aucun plan de prévention des risques naturels prévisibles (PPR) n’existe pour la commune et le Dicrim n’existe pas non plus.

### Sismicité
Le seul tremblement de terre fortement ressenti dans la commune est celui du 31 octobre 1997, dont l’épicentre se situait à Prads-Haute-Bléone, avec une intensité macro-sismique ressentie de IV et demi sur l’échelle MSK,.

### Toponymie
Le nom de Méailles (du bas latin "Medullœ", Mazella en 1200, Mazulla en 1300, Mealha en 1351) dérive de l’occitan mistralien "Mealho" ou classique « Mealhas », qui désigne une taxe ou une redevance,,.
Mais, selon un prêtre de 1840, « L’étymologie du nom Méailles viendrait de « moelle » parce que le terrain est très fondé et fertile, ressemblant ainsi à de la moelle".

## Urbanisme

### Typologie
Au 1er janvier 2024, Méailles est catégorisée commune rurale à habitat dispersé, selon la nouvelle grille communale de densité à 7 niveaux définie par l'Insee en 2022.
Elle est située hors unité urbaine et hors attraction des villes,.

### Occupation des sols
L'occupation des sols de la commune, telle qu'elle ressort de la base de données européenne d’occupation biophysique des sols Corine Land Cover (CLC), est marquée par l'importance des forêts et milieux semi-naturels (96 % en 2018), une proportion identique à celle de 1990 (96 %). La répartition détaillée en 2018 est la suivante : 
forêts (46,9 %), milieux à végétation arbustive et/ou herbacée (31,5 %), espaces ouverts, sans ou avec peu de végétation (17,6 %), zones agricoles hétérogènes (4 %).
L'évolution de l’occupation des sols de la commune et de ses infrastructures peut être observée sur les différentes représentations cartographiques du territoire : la carte de Cassini (XVIIIe siècle), la carte d'état-major (1820-1866) et les cartes ou photos aériennes de l'IGN pour la période actuelle (1950 à aujourd'hui).

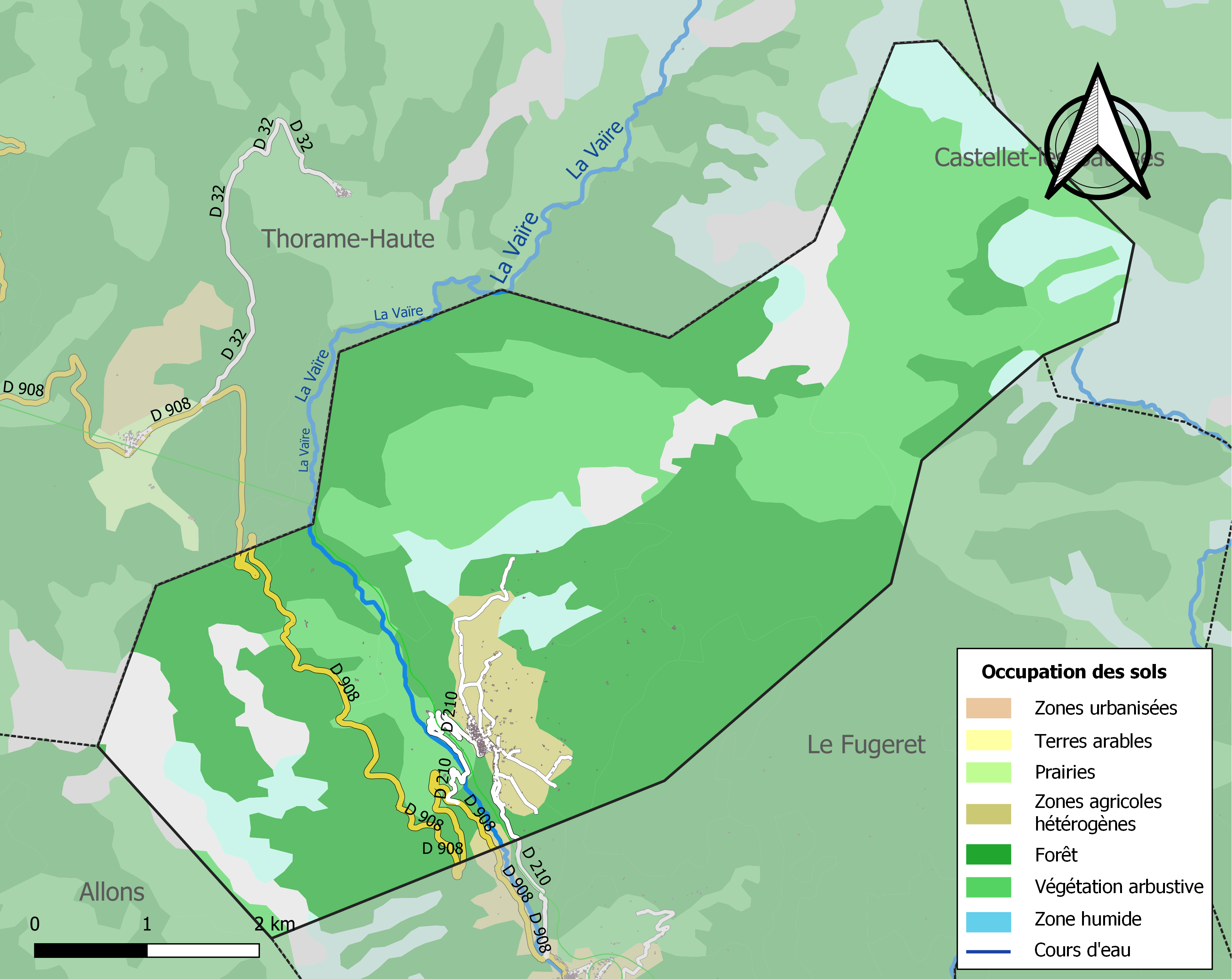
Carte de l'occupation des sols de la commune en 2018 (CLC).

## Économie

### Aperçu général
En 2009, la population active s’élevait à 53 personnes, dont huit chômeurs (cinq fin 2011). Ces travailleurs sont majoritairement salariés (32 sur 45) et travaillent majoritairement hors de la commune (28 actifs sur 45).

### Agriculture
Fin 2010, le secteur primaire (agriculture, sylviculture, pêche) comptait neuf établissements actifs au sens de l’Insee (exploitants non-professionnels inclus) et un emploi salarié.
Le nombre d’exploitations professionnelles, selon l’enquête Agreste du ministère de l’Agriculture, est de six en 2010. Il était de cinq en 2000, de 17 en 1988 (soit une perte des deux tiers des exploitations en 22 ans). Les activités de ces exploitations sont variées. De 1988 à 2000, la surface agricole utile (SAU) a fortement diminué, de 230 à 97 ha. La SAU a légèrement augmenté lors de la dernière décennie, à 117 ha.

### Industrie
Fin 2010, le secteur secondaire (industrie et construction) comptait quatre établissements, employant sept salariés.

### Activités de service
Fin 2010, le secteur tertiaire (commerces, services) comptait 11 établissements (sans emploi salarié), auxquels s’ajoutent les deux établissements du secteur administratif (regroupé avec le secteur sanitaire et social et l’enseignement), salariant quatre personnes.
D'après l’Observatoire départemental du tourisme, la fonction touristique est très importante pour la commune, avec plus de cinq touristes accueillis par habitant. La seule capacité d'hébergement est celle des résidences secondaires : au nombre de 143, elles représentent 68 % des logements,,.

## Histoire
Les grottes de la barre de Méailles (notamment le pertuis de Méailles et la grotte du Pertus II) sont fréquentées au néolithique, le territoire de la commune étant toujours occupé lors du chalcolithique. Le nom du peuple installé dans la vallée à l’arrivée des Romains n’est pas certain, mais il peut s’agir des Nemeturii. Après la Conquête (achevée en 14 av. J.-C.), Auguste organise les Alpes en provinces. Le territoire de l’actuelle commune de Méailles dépend de la province des Alpes-Maritimes et est rattaché à la civitas de Glanate (Glandèves). À la fin de l’Antiquité, le diocèse de Glandèves reprend les limites de cette civitas.
La localité apparaît pour la première fois dans les chartes au XIe siècle (Maldagas), puis Mezallia au XIIIe. Bien que l’ordre du Temple ait eu quelques droits sur le village, et donc des revenus, les Templiers n’y eurent aucun établissement. Les Pontevès et les Glandevès se partageaient la seigneurie du lieu au XIVe siècle ; du XVe au XVIIe, ce sont les Villeneuve qui ont la seigneuri. Jusqu’en 1245, la communauté de Méailles relevait de la baillie d’Outre-Siagne, circonscription administrative du comté de Provence. Celle-ci est ensuite démembrée en plusieurs circonscriptions plus petites, et après une période de stabilisation, on sait qu’en 1264 Méailles faisait partie de la viguerie de Puget-Théniers. Elle est ensuite rattachée à la viguerie d’Annot à sa création au XVIIIe siècle.
Le bois des forêts de Méailles était coupé et acheminé par flottage sur le Var pour être utilisé dans la construction de navires à l’arsenal de Toulon, à partir de la seconde moitié du XVIIe siècle. Cette pratique a perduré jusqu’au début du XXe siècle et l’arrivée du chemin de fer, avec d’autres usages pour le bois, dont la construction du port de Nice à partir de 1749.
Durant la Révolution, la commune compte une société patriotique, créée après la fin de 1792.
La Révolution et l’Empire apportent nombre d’améliorations, dont une imposition foncière égale pour tous, et proportionnelle à la valeur des biens de chacun. Afin de la mettre en place sur des bases précises, la levée d’un cadastre est décidée. La loi de finances du 15 septembre 1807 précise ses modalités, mais sa réalisation est longue à mettre en œuvre, les fonctionnaires du cadastre traitant les communes par groupes géographiques successifs. Ce n’est qu’en 1830 que le cadastre dit napoléonien de Méailles est achevé.
Le coup d'État du 2 décembre 1851 commis par Louis-Napoléon Bonaparte contre la Deuxième République provoque un soulèvement armé dans les Basses-Alpes, en défense de la Constitution. Après l’échec de l’insurrection, une sévère répression s’abat sur ceux qui se sont levés pour défendre la République, dont un habitant de Méailles.
Comme de nombreuses communes du département, Méailles se préoccupe de l’instruction primaire de ses enfants bien avant les lois Jules Ferry : en 1863, elle compte déjà une école ouverte aux garçons et aux filles. La loi Falloux (1851) n’impose l’ouverture d’une école de filles qu’aux communes de plus de 800 habitants, donc Méailles n’était pas obligée de l’ouvrir. Mais si la première loi Duruy (1867) abaisse ce seuil à 500 habitants, et donc rend l’école de filles obligatoire à Méailles, la commune ferme son école de filles. Ce n’est donc qu’avec les lois Ferry que les filles sont définitivement scolarisées à Méailles.
La ligne de chemin de fer de Nice à Digne est inaugurée, après l’achèvement du tunnel de la Colle est achevé en 1903, du 5 au 7 août 1911 en présence de Victor Augagneur, ministre des Travaux Publics.
L’éclairage du village a été réalisé en 1928.[réf. nécessaire]
Le soir du 2 novembre 1943, quatre gestapistes montent de Nice en Citroën noire et s’arrêtent au village. Ils vont à l’hôtel Latil où ils contrôlent les identités de tous ceux qui y sont présents, se montrant violents et hurlant. Les cinq juifs qui y étaient assignés à résidence par Vichy sont raflés et descendus à la gare d’Annot avec une charrette louée à un habitant. De là, ils sont emmenés le 3 novembre à Nice en train, puis déportés pour être exterminés, sauf une jeune fille qui peut s’évader et est guidée par des jeunes gens vers La Colle-Saint-Michel.
En 1947, sévit un orage des plus violents : fortes pluies, grêle, tout fut dévasté dans les champs, les rues elles-mêmes étaient transformées en véritables torrents.[réf. nécessaire]

## Héraldique
| Blason de Méailles | Blason  | D'or à un arbre de sapin de sinople accosté à deux étoiles de gueules,. |
| Blason de Méailles | Détails | Le statut officiel du blason reste à déterminer.                        |

## Politique et administration

### Liste des maires
| Période                                  | Période                       | Identité               | Étiquette | Qualité                     |
| ---------------------------------------- | ----------------------------- | ---------------------- | --------- | --------------------------- |
| Vers 1807                                |                               | Honnoré Sauvan         |           |                             |
| Vers 1813                                |                               | Jean-Baptiste Sauvan   |           |                             |
| Vers 1827                                |                               | André Latil            |           |                             |
| Vers 1858                                |                               | Jean-Pierre Sauvan     |           |                             |
| Vers 1868                                |                               | Fortoul                |           |                             |
| Vers 1883                                |                               | Latil                  |           |                             |
| Vers 1920                                |                               | François Sauvan        |           |                             |
|                                          |                               |                        |           |                             |
| avant 1995                               |                               | André Pascal           |           |                             |
| avant 2005                               | En cours (au 21 octobre 2014) | Viviane Pons-Bertaina, | DVD       | Retraitée Fonction publique |
| Les données manquantes sont à compléter. |                               |                        |           |                             |

### Budget et fiscalité 2016
En 2016, le budget de la commune était constitué ainsi :
- total des produits de fonctionnement : 192 000 €, soit 1 681 € par habitant ;
- total des charges de fonctionnement : 148 000 €, soit 1 300 € par habitant ;
- total des ressources d'investissement : 90 000 €, soit 786 € par habitant ;
- total des emplois d'investissement : 159 000 €, soit 1 394 € par habitant ;
- endettement : 35 000 €, soit 306 € par habitant.

Avec les taux de fiscalité suivants :
- taxe d'habitation : 11,67 % ;
- taxe foncière sur les propriétés bâties : 11,46 % ;
- taxe foncière sur les propriétés non bâties : 82,73 % ;
- taxe additionnelle à la taxe foncière sur les propriétés non bâties : 58,73 % ;
- cotisation foncière des entreprises : 22,50 %.

Chiffres clés Revenus et pauvreté des ménages en 2014 : médiane en 2014 du revenu disponible, par unité de consommation : 15 781 €.

### Intercommunalité
Méailles fait partie :
- de 2004 à 2016, de la communauté de communes Terres de Lumière ;
- à partir du 1er janvier 2017, de la communauté de communes Alpes Provence Verdon.

### Urbanisme
La Communauté de communes Alpes Provence Verdon - Sources de Lumière, créée le 24 novembre 2016 avec effet le 1er janvier 2017, regroupe désormais 41 communes. Cet Établissement public de coopération intercommunale (EPCI) s'est engagé dans une démarche d’élaboration d’un Plan local d’urbanisme intercommunal (PLUi).

## Population et société

### Démographie

#### Évolution démographique
En 2022, Méailles comptait 118 habitants. À partir du XXIe siècle, les recensements réels des communes de moins de 10 000 habitants ont lieu tous les cinq ans (2004, 2009, 2014, etc. pour Méailles). Depuis 2004, les autres chiffres sont des estimations.
| 1471    | 1765 | 1793 | 1800 | 1806 | 1821 | 1831 | 1836 | 1841 | 1846 |
| ------- | ---- | ---- | ---- | ---- | ---- | ---- | ---- | ---- | ---- |
| 30 feux | 500  | 593  | 559  | 583  | 536  | 587  | 567  | 613  | 622  |

| 1851 | 1856 | 1861 | 1866 | 1872 | 1876 | 1881 | 1886 | 1891 | 1896 |
| ---- | ---- | ---- | ---- | ---- | ---- | ---- | ---- | ---- | ---- |
| 637  | 548  | 607  | 565  | 527  | 491  | 451  | 466  | 464  | 419  |

| 1901 | 1906 | 1911 | 1921 | 1926 | 1931 | 1936 | 1946 | 1954 | 1962 |
| ---- | ---- | ---- | ---- | ---- | ---- | ---- | ---- | ---- | ---- |
| 720  | 360  | 530  | 335  | 299  | 278  | 260  | 253  | 214  | 148  |

| 1968 | 1975 | 1982 | 1990 | 1999 | 2004 | 2009 | 2022 | - | - |
| ---- | ---- | ---- | ---- | ---- | ---- | ---- | ---- | - | - |
| 153  | 102  | 80   | 69   | 87   | 89   | 117  | 118  | - | - |

L’histoire démographique de Méailles est marquée par une période d’« étale » où la population reste relativement stable à un niveau élevé. Cette période dure toute la première moitié du XIXe siècle, jusqu'en 1861. L’exode rural provoque ensuite un mouvement de baisse de la population de longue durée. En 1926, la commune enregistre la perte de plus de la moitié de sa population par rapport au maximum historique de 1851. Le mouvement de dépopulation se prolonge très tardivement, jusqu'aux années 1990, puis s'inverse jusqu'à nos jours.

### Cultes
Chrétien catholique

## Lieux et monuments
L’église paroissiale Saint-Jacques (titulaire d’origine, mais Notre-Dame est parfois citée concurremment, saint Jacques serait alors patron) date du XIIIe siècle, et a été agrandie par la suite (parties des XIVe et XVe siècles). La nef est restée de style roman . Les arcs doubleaux sont soutenus par des corbeaux sculptés de figurines animales . Assez exceptionnellement pour la région, elle possède un bas-côté, d’époque gothique et voûté de croisées d’ogives . La chapelle latérale sud est probablement contemporaine, mais sa voûte d’arêtes date du XVIIe siècle . Sur la façade, un cadran solaire date de 1897, ce qui est une date très tardive (l’heure légale date en France de 1881) et porte la légende « Fugit irreparabile tempus », d’après Virgile (en latin : Le temps fuit sans pouvoir être rattrapé). Il est orné d’entrelacs de lignes droites, et a été restauré. La restauration de la toiture de l'église côté nord et la création de 2 cloches coulées sur site ont été réalisées en 2016.
Elle possède un retable représentant la déposition de Croix, du XVIIe  classé aux Monuments historiques. Il est orné notamment d’une Vierge à l’Enfant, d’une Annonciation, et d’autres peintures, datées de la fin du XVe siècle. Plusieurs tableaux de l’église sont classés au titre objet :
un tableau représentant ensemble saint Jacques le Majeur, saint Jacques le Mineur, saint Pierre, saint Barthélemy, saint Antoine et sainte Agathe, peint par Jean André en 1656 ;
une donation du Rosaire de 1647, où Louis XIII est représenté.
Sa croix de procession du XVIe siècle est classée.
- Sur le bord de l’escarpement où est bâti le village, une maison est datée de 1554 [79].
- La route longeant la Vaïre (descente de la Colle-Saint-Michel) offre des vues superbes.
- Il existe plusieurs chapelles sur le territoire de Méailles :
  - chapelle de la Combe[2],
  - Notre-Dame, à proximité du village, côté sud[42],
  - chapelle Saint-Jacques, proche du village[42],
  - Saint-Joseph[42].
- Monument aux morts[80].

### Sites naturels
- La commune comportent quelques grottes, dont le Trou Miette, la grotte du Trou-Madame, le pertuis de Méailles et la grotte du Cul de Bœuf[81].
- Une des entrées du système souterrain de la grotte des Chamois (Castellet-lès-Sausses) s'ouvre sur le territoire de la commune de Méailles : le trou des Fantasmes dans le ravin du Pasqueiret.